# 威爾斯伯勒 (印地安納州)
威爾斯伯勒（英語：Walesboro）是位於美國印地安納州巴塞洛繆縣的一個非建制地區。該地的面積和人口皆未知。

## 地理
威爾斯伯勒的座標為39°08′43″N 85°54′52″W / 39.14528°N 85.91444°W，而該地的平均海拔高度為186米（即610英尺）。